# Гиперреализм

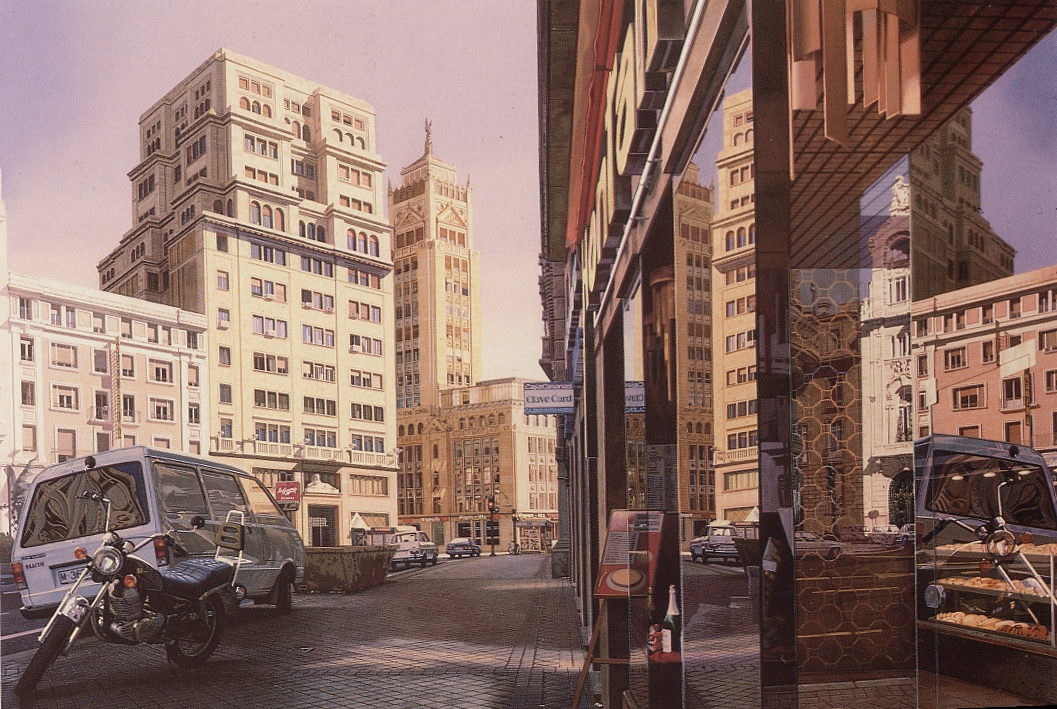
А. Рече-Мора. «Севильская улица от столовой „Хонтанарес“ к улице Алькала». 1993. Картина художника-гиперреалиста на первый взгляд больше похожа на фотографию высокого разрешения

Гиперреализм (др.-греч. ὑπέρ — над, сверх; лат. realis — вещественный) — направление в искусстве, ассоциировавшееся первоначально с творчеством европейских фотореалистов 1970-х годов, а затем осмысленное более широко как течения в разных видах современного искусства — живописи, скульптуре и кинематографии конца XX — начала XXI века.

## История

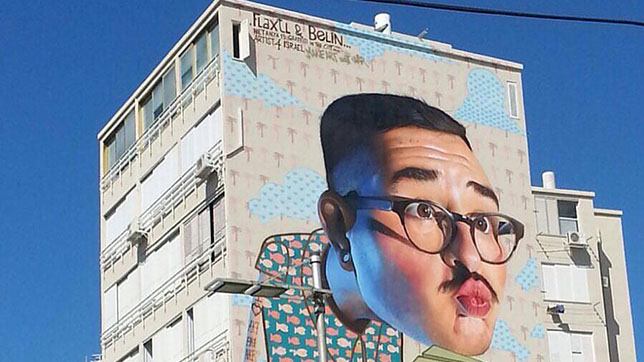
Гиперреалистическое граффити Белин (художник) в Нетании (Израиль)

Слово «гиперреализм» было придумано Изи́ Брашо́ (Isy Brachot) в 1973 году как французский синоним слова «фотореализм». «Гиперреализм» стал названием большого каталога и выставки в Брюсселе в том же 1973 году. На выставке преимущественно были представлены работы американских фотореалистов Ральфа Гоингса, Чака Клоуза, Дона Эдди, Роберта Бечтли и Ричарда Маклина, но также были включены работы ряда значительных европейских художников, таких как Доменико Ньо́ли (Gnoli), Герхард Рихтер, Конрад Кла́фек (Klapheck) и Ролан Делько́ль (Delcol). С этого момента понятие «гиперреализм» стало использоваться европейскими художниками и дилерами, в отношении художников, развивавших принципы фотореализма. В число современных европейских художников-гиперреалистов входят Готфрид Хельнвайна из Австрии; Виллем ван Вельдхузен и Тьальф Спарнай из Нидерландов; Роже Виттевронгель из Бельгии; Пьер Баррая, Жак Боден, Рональд Бовен, Франсуа Брик, Жерар Шлоссер, Жак Монори, Бернар Рансильяк, Жиль Эйло и Жерар Фроманжер.
Гиперреализм начала XXI основан на эстетических принципах фотореализма. Американский художник Денис Петерсон, чьи новаторские работы повсеместно рассматриваются как ответвление фотореализма, впервые использовал термин «гиперреализм» для описания нового стиля и группы художников, который его используют.
В отличие от фотореализма, гиперреализм отказался от буквального подхода традиционного фотореализма XX века. Художники и скульпторы-гиперреалисты используют фотографические изображения в качестве прототипа для создания более чёткого и детального изображения, которое имеет собственную повествовательную и эмоциональную составляющую.
Современный гиперреализм основывается на эстетических принципах фотореализма, но, в отличие от последнего, не стремится буквально копировать повседневную реальность. Оставаясь по сути фотографическим, он иначе относится к предмету изображения, представляя его как живой, материальный объект. Объекты и сцены в гиперреалистичной живописи детализированы, чтобы создать иллюзию реальности, но это не сюрреализм, поскольку иллюзия остаётся убедительным изображением (вымышленной) реальности. Текстуры, поверхности, световые эффекты и тени в работах гиперреалистов становятся более четкими и различимыми, чем на эталонной фотографии или даже у самого предмета.
Корни гиперреализма можно найти в философии Жана Бодрийяра: «симуляция чего-то, что никогда в действительности не существовало» («the simulation of something which never really existed»). Гиперреалисты создают ложную реальность, убедительную иллюзию, основанную на имитации реальности. Фотореализм использовал аналоговую фотографию, а гиперреалистичные картины и скульптуры создаются благодаря цифровой фотографии чрезвычайно высокого разрешения и отображаемой на компьютерах, что порождает новое ощущение реальности. Гиперреалистичные картины и скульптуры предлагают зрителям иллюзию фотомонтажа.

## Стиль и методы
В гиперреалистических произведениях уделяется большое внимание деталям и предметам. Картины и скульптуры не являются строгими интерпретациями фотографий и не являются буквальными иллюстрациями определённой сцены или предмета. Вместо этого они используют дополнительные, часто малозаметные, изобразительные элементы, чтобы создать иллюзию реальности, которая на самом деле либо не существует, либо не видна человеческому глазу. В произведениях могут использоваться эмоциональные, социальные, культурные и политические темы, расширяющие смысл нарисованной визуальной иллюзии. Это наиболее ярко отличает подход гиперреализма от предшествовавшего ему фотореализма.
Гиперреалисты допускают использование некоторых механических средств переноса изображений на холст или пресс-форму, в том числе предварительные наброски или одноцветный подмалёвок. Фотографические слайд-проекторы или мультимедийные проекторы используются для отображения фотографии на холсте, а для обеспечения точности могут использоваться такие элементарные методы как сетка. При изготовлении скульптур используются пластики, наносимые непосредственно на тело человека или форму. Гиперреализм требует высокого уровня технического мастерства и виртуозности для имитации ложной реальности. Гиперреализм часто использует фотографические ограничения, такие как глубина резкости, перспектива и диапазон фокусировки. Аномалии, обнаруженные в цифровых изображениях, также используются некоторыми художниками-гиперреалистами, чтобы подчеркнуть цифровое происхождение работы. Например, их можно найти в работах Чака Клоуза, Дениса Петерсона, Берта Монроя и Роберта Бечтли.

## Темы
Темы картин могут быть самыми различными: портреты, фигуративные полотна, натюрморты, природные и городские пейзажи, сюжетные сцены. Акцент делается на социальные, культурные или политические темы. Это по-прежнему отличает направление от развивающегося параллельно нового фотореализмом, избегающего отклонений от фотографического прототипа. Художники-гиперреалисты одновременно моделируют и улучшают точные фотографические изображения, чтобы создать оптически убедительные визуальные иллюзии, часто в социальном или культурном контексте.
Некоторые гиперреалисты в своих повествовательных описаниях наследия ненависти и нетерпимости разоблачают тоталитарные режимы и военные правительства стран третьего мира. Денис Петерсон и Готфрид Хельнвайн изображают в своих работах политические и культурные проявления общественного упадка. Произведения Петерсона посвящены диаспорам, геноциду и беженцам. Хельнвайн разработал тему прошлого, настоящего и будущего Холокоста. Провокационные темы включают странные изображения геноцида и его последствий, как материальных, так и идеологических. Такие гиперреалистичные картины становятся комментарием к жестокому обращению с людьми.
Гиперреалистичные картины и скульптуры также создают ощутимую вещественость и физическое присутствие благодаря эффектам света и тени. Формы и области, расположенные ближе всего к переднему краю изображения, визуально располагаются за фронтальной плоскостью холста, а в случае скульптур детализация в этой зоне имеет большую глубину, чем в реальности. Гиперреалистичные изображения обычно в 10—20 раз больше исходного фотографического прототипа, но сохраняют чрезвычайно высокое разрешение по цвету и детализации. Многие картины выполняются аэрографом, акриловыми красками, маслом или их комбинацией. Реалистичные скульптуры Рона Мьюека создаются в заметно отличающемся, большем или меньшем, масштабе, чем в жизни, и проработаны с убедительной точностью благодаря использованию полиэфирных смол и множества пресс-форм. Цифровые изображения Берта Монроя кажутся копиями реальными фотографий, но они полностью созданы на компьютере.